# Energijska piramida
Energijska piramida je grafični prikaz količine energije v organskih spojinah, ki prehaja iz najnižje na najvišjo prehranjevalno raven. 
Ob pretakanju energije z ravni na raven se določena količina energije odda kot toplota, ki se s tem manjša.

## Primer
Grafična energijska piramida travnika poteka od trave do žuželk, do večjih živali in do ptic.